# Armando Serlupini
Armando Serlupini (Bastia Umbra, 22 novembre 1926 – 11 marzo 2009) è stato un allenatore di calcio e calciatore italiano, di ruolo attaccante.

## Biografia
È morto l'11 marzo 2009 dopo una lunga malattia. Dopo la sua morte è stato istituito un torneo di calcio giovanile in sua memoria, riservato alla categoria Pulcini. Sua figlia Maria Pia è stata consigliere comunale a Perugia.

## Caratteristiche tecniche
Dotato di un fisico possente, aveva anche una gamba leggermente più corta dell'altra; nonostante questo difetto fisico, era dotato di un tiro particolarmente potente, grazie a cui ha segnato numerosi gol su calcio di rigore.

## Carriera

### Giocatore
Ha iniziato la carriera nel Bastia, squadra della sua città natale, con cui nella stagione 1947-1948 ha ottenuto una promozione in Serie C, a cui la società ha rinunciato per problemi economici; passa in seguito alla Ternana, con cui nella stagione 1948-1949 fa il suo esordio nel calcio professionistico, segnando 21 reti in 37 presenze in Serie C. A fine stagione gioca un'amichevole di prova con la maglia della Lazio, il 12 maggio 1949 contro i concittadini dell'ALMAS, al termine della quale non viene tesserato dalla società capitolina. Rimane pertanto nella squadra rossoverde anche nella stagione successiva, nella quale va a segno 10 volte in 36 presenze.
A fine stagione viene ceduto al Siena, sempre in C; grazie anche alle sue 19 reti in 35 presenze la squadra toscana chiude il campionato con 48 punti, al secondo posto in classifica dietro al Piombino promosso in B. Serlupini rimane al Siena per una seconda stagione, nella quale realizza 14 gol in 38 presenze, diventando così con complessivi 33 gol il quinto miglior marcatore della storia della società toscana.
Dal 1953 al 1956 ha giocato in IV Serie con il Perugia, società con cui ha giocato in seguito anche nella stagione 1958-1959, al termine della quale la squadra del capoluogo umbro è stata ripescata in Serie C nonostante l'ottavo posto in classifica ottenuto nel campionato appena terminato; nell'arco di queste tre stagioni Serlupini ha segnato complessivamente 72 reti con la maglia perugina, diventandone il miglior marcatore di tutti i tempi.

### Allenatore
Una volta terminata la carriera da calciatore, ha lavorato come guardia municipale nel Comune di Perugia; allo stesso tempo ha allenato varie squadre dilettantistiche umbre, tra cui il Bastia e il Ponte Felcino.

## Palmarès

### Giocatore
- Prima Divisione: 1

Bastia: 1947-1948 (girone umbro)